# 李文彦
李文彦（1929年—2020年12月12日），男，河北高阳人，中国经济地理学家，曾任中国科学院地理科学与资源研究所研究员。